# Charlotte Voll
Charlotte Voll (Karlsruhe, Baden-Wurtemberg, Alemania, 22 de abril de 1999) es una futbolista alemana. Juega de guardameta y su equipo actual es el Bayer Leverkusen de la Bundesliga Femenina.

## Trayectoria
Formada en las inferiores del TSG 1899 Hoffenheim, Voll debutó por el equipo reserva del club en la 2. Frauen-Bundesliga el 31 de octubre de 2015.
Sin llegar a debutar en el primer equipo del Hoffenheim, el 19 de julio de 2017 fue fichada por el París Saint-Germain de la Division 1 Féminine de Francia por dos años. Con Katarzyna Kiedrzynek y Christiane Endler en la titularidad, Voll jugó gran parte de su paso por el club en la división sub-19 del fútbol francés. Dejó el club parisino en mayo de 2019 al término de su contrato.
El 21 de mayo de 2019 fichó por el SC Sand de la Frauen-Bundesliga por dos años. Debutó en su nuevo equipo el 13 de octubre de 2019, dejando el arco en cero en la victoria por 3-0 ante el FFC Frankfurt.
El 2 de julio de 2020 regresó al PSG, firmando un contrato por dos años.

## Selección nacional
Voll fue internacional a nivel juvenil por Alemania, y formó parte del plantel que disputó la Copa Mundial Femenina de Fútbol Sub-20 de 2018.

## Clubes
| Club                          | País     | Año           |
| ----------------------------- | -------- | ------------- |
| TSG 1899 Hoffenheim II        | Alemania | 2015-2017     |
| París Saint-Germain           | Francia  | 2017-2019     |
| SC Sand                       | Alemania | 2019-2020     |
| París Saint-Germain           | Francia  | 2020-2022     |
| SPG SCR Altach/FFC Vorderland | Austria  | 2022-2023     |
| Bayer Leverkusen              | Alemania | 2023-presente |

## Palmarés

### Títulos nacionales
| Título              | Club                | País    | Año     |
| ------------------- | ------------------- | ------- | ------- |
| Copa de Francia     | París Saint-Germain | Francia | 2017-18 |
| Division 1 Féminine | París Saint-Germain | Francia | 2020-21 |